# Stiefel-Komplex
In der Mathematik ist der Stiefel-Komplex ein Hilfsmittel zur Berechnung der Homologie orthogonaler Gruppen.

## Definition
Sei {\displaystyle R} ein kommutativer Ring mit Eins, und {\displaystyle V} ein quadratischer {\displaystyle R}-Modul, d. h. ein freier R-Modul mit einer symmetrischen Bilinearform {\displaystyle q\colon V\times V\to R}.
Ein orthonormaler Rahmen {\displaystyle R} in {\displaystyle V} ist ein Tupel {\displaystyle (v_{1},\ldots ,v_{k})} mit {\displaystyle q(v_{i},v_{j})=\delta _{ij}} für {\displaystyle 1\leq i,j\leq k}. Auf der Menge orthonormaler Rahmen hat man eine Teilordnung durch die Inklusion.
Der Stiefel-Komplex ist der Simplizialkomplex, dessen {\displaystyle k}-Simplizes die aufsteigenden Ketten orthonormaler Rahmen {\displaystyle R_{0}\subset \ldots \subset R_{k}} sind. Die Randabbildung ist definiert durch 
{\displaystyle \partial (R_{0}\subset \ldots \subset R_{k}):=\sum _{i=0}^{k}(-1)^{i}(R_{0}\subset \ldots {\widehat {R_{i}}}\ldots R_{k})}.

## Anwendung
Vogtmann benutzt Stiefel-Komplexe, um die Stabilität der Homologie der orthogonalen Gruppe {\displaystyle O(n):=O(R^{n},\delta _{ij})} für das Standard-Skalarprodukt zu zeigen: zu jedem {\displaystyle k} gibt es ein {\displaystyle N}, so dass für alle {\displaystyle n\geq N} die Inklusion {\displaystyle O(n)\subset O(n+1)} einen Isomorphismus {\displaystyle H_{k}(O(n))=H_{k}(O(n+1))} induziert.